# Polaritat (física)
En física, polaritat és una descripció d'un atribut, típicament un atribut binari (un amb dos valors), o un vector (una adreça). Per exemple:
- Una càrrega elèctrica té una polaritat positiva o negativa.
- Una bateria té polaritat, amb els dos terminals + i -. De manera similar a la càrrega elèctrica, l'energia flueix del terminal positiu, a través de la bateria, al terminal negatiu, i surt de la cel·la seca.
- Un voltatge té una polaritat, en el sentit que pot ser positiu o negatiu (pel que fa a un altre voltatge, tal com el que es troba a l'altre costat d'una bateria
- Un imant té una polaritat, en el sentit que un dels costats és «nord» i l'altre és el «sud»
- L'espín d'una entitat en mecànica quàntica té polaritat - positiva o negativa.
- La llum polaritzada té ones les quals s'alineen totes en la mateixa direcció.
- La polaritat química és una propietat dels enllaços químics, on dos àtoms en la mateixa molècula té diferent electronegativitat. Com a resultat, els electrons als enllaços no són compartits de manera equitativa pels dos àtoms. Això causa un camp elèctric asimètric (polar). Enllaços covalents moleculars pot ser descrits com polars o no polars. Molècules senceres també poden ser descrites com polars.